# Гриценко Володимир Петрович
Володимир Петрович Гриценко — український науковець, геолог, палеонтолог, седиментолог, фаціолог, автор близько 20 нових таксонів викопних тварин з венду та силуру, автор понад 160 наукових публікацій, у тому числі одного підручника та 10 монографій, завідувач Відділу геології Національного науково-природничого музею НАН України.

## Біографічні відомості
Володимир Гриценко народився 15 лютого 1947 року в м. Уссурійську (Приморський край РФ).
Навчався на геологічному факультеті Київського державного університету в 1965—1970 рр. Пройшов аспірантуру у 1976—1980 рр. на рідній кафедрі (кафедра палентології).
З грудня 1980 р. працює в Центральному науково-природознавчому музеї НАН України у геологічному відділі (тоді «Геологічний музей» у складі ЦНПМ). З 2016 р. — завідувач цього відділу.

## Музеологічні дослідження

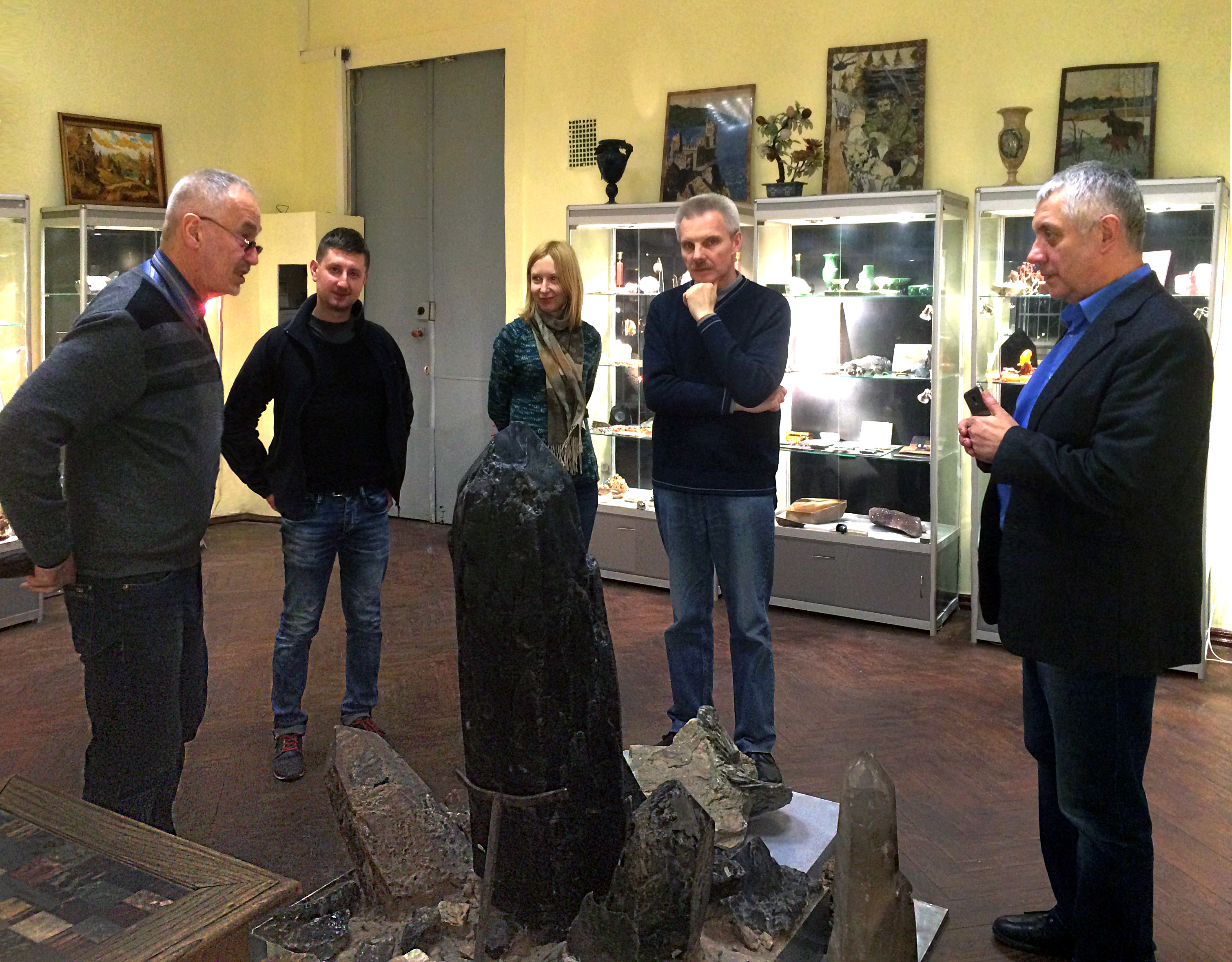
Екскурсія в залі «Естетики каменю»: веде Володимир Гриценко. 13 березня 2017 року

## Основні наукові праці

### Підручники, посібники та монографічні видання
- Гриценко В. П. «Палеонтологія» — навчальний посібник для студентів-геологів стаціонару та заочного відділення. Київ: ВПЦ «Київський університет», 2004. — 264 с.
- Шевчук В. В., Гриценко В. П., Іваник О. М., Киселевич Л.С, Кравченко Д. В. Методичні вказівки до написання курсової роботи з дисципліни «Структурна геологія та геологі-чне картування» для студентів спеціальності «Геологія» М. Київ, ВПЦ «Київський університет», 2004 р. — 28 с.
- Grytsenko V. Distribution of Corals on the Silurian Podolian Shelf / Fossil Coral and Sponges // Öster. Akad. Wiss., Schriftenr. Edwiss. Komm. 17, Wien, 2007. — pp. 185—198.
- Иванцов А. Ю., Гриценко В. П., Палий В. М. и др. Макрофоссилии верхнего венда Восточной Европы. Среднее Приднестровье и Волынь. Москва, ПИН РАН, 2015. — 144 с. (російська та англійська версії).

### Статті у фахових виданнях
- Гриценко В. П. Новый вид коралов (Tabulata) из силура Подолья // Палеонтологический сборник, № 17, 1980. — С. 41-44.
- Гриценко В. П. Распространение органогенных построек в разрезах силура Волыно-Подолии // Фанерозойские рифы и кораллы СССР. М.: Наука. — С. 209—211.
- Гриценко В. П. К палеоекологии кораллов силура Волыно-Подолии. — Киев: Наукова думка, 1987. — С. 23-26.
- Гриценко В. П. Силурийский период. Скальский этап / Геологическая история терри-тории Украины. Палеозой, Киев: Наукова думка, 1993. — С. 59-62.
- Grytsenko V., Istchenko A., Konstantinenko L. and Tsegelnjuk P. Animal and plant communities of Podolia: Paleocommunities: A case study from the Silurian and Lower Devonian. — Cambridge University Press. New York. Ed. by A. Boucot et J.A.B. Lawson 1999. — P. 462—487.
- Гриценко В. П. Новий вид Platiosphis einori sp. nov. (Paleoceti) з олігоценових відкладів Києва // Вісн. Київ. ун-ту. Серія Геологія, 2001. — Вип. 20. — С. 17-20.
- Dimitri Kaljo, Volodymyr Grytsenko, Tonu Martma and Mari-Ann Motus. Three global carbon isotope shifts in the Silurian of Podolia (Ukraine): stratigraphical implications // Estonian Journal of Earth Sciences, v. 56, N4, December, 2007. — pp. 205—220.
- Mari-Ann Motus and Volodymyr Grytsenko. Morphological variation of the tabulate coral Paleofavosites cf. collatatus Klaamann, 1961 from the Silurian of the Bagovichka River localities, Podolia (Ukraine) // Estonian Journal of Earth Sciences, v.56, N3, December, 2007. — pp. 143—156.
- Dimitri Kaljo, Tõnu Martma, Volodymyr Grytsenko «Přidolian sequence in Podillia and need for detailed investigation of S/D boundary» The Eighth Baltic stratigaphical conference. 28-30 August 2011, Riga, Latvia.
- Гриценко В. П. Киселевич А. Е., Махмуді Ю. В. Біогерми силуру західного схилу Українського щита: минуле, сьогодення, майбутнє. Палеонтологічний збірник. 2012. № 44. — С.38-49.
- Гриценко В., Киселевич А. Склад і розподіл ругоз у стратиграфічних підрозділах силуру Волино-Поділля // Палеонтологічний збірник, т.45, 2013. — С. 98-107.
- Ivantsov A., Grytsenko V., Konstantinenko†, & Zakrevskaya M. Revision of the Problematic Vendian Macrofossil Beltanelliformis (Beltanelloides, Nemiana // Paleontological Journal. 2014. vol. 48, No. 13. P. 1423—1448.
- Тустановська Л. В., Гриценко В. П. Дослідження сучасних рухів у геосайтах «Канівських дислокацій» з використанням ГІС // Вісник Національного науково-природничого музею. 2014. Том 12. — C. 3-11.
- Grytsenko V. New species of Rotalites (Corals) from Silurian Přidolian series of Volyn’ and Podillia (Ukraine) // Paleontological Review. 2014. N 46. — P. 133—141.
- Grytsenko V. A New Discovery of Metazoa Imprints and Ichnofossils in the Vendian Mohyliv Suite from the Bernashivka Quarry // Proceding of the National Museum of Natural Hystory. 2016. Vol. 14. P. 23-34.

### Науково-популярні праці та музеологія
- Алауи Г. Г., Гриценко В. П., Король Р. Ф. и др. Геологический музей. Путеводитель, Киев: Наукова думка, 1987. — 56 с.
- Гриценко В. П., Нестеровський В. А. Геологічний музей Київського університету. — Київ, КУШТ, 1998. — С. 9-10.
- Гриценко В. П., Корнієць Н. Л. та інші., 2001 — Музейний аспект вивчення геологічних пам'яток України // Вісник Національного науково-природничого музею. — Київ. Том 1: 15-28.
- Гриценко В. П., Геологічні пам'ятки на території Хмельницької області // Вісник Нетішинського краєзнавчого музею. 2002. — Нетішин. 1: 117—122.
- Гриценко В. П. Геосайти України та геологічна спадщина Європи // Геолог України, № 2 квітень-червень, 2004. — С. 55-62.
- Гриценко В. П. Історія геологічного розвитку території України / Національний науково-природничий музей НАН України. Геологічний музей: Путівник. К.: ТОВ "Видавництво «Горобець», 2007. — С. 15-27.